# WTA Tour Championships 2005
El Sony Ericsson WTA Tour Championships 2005 se celebró en Los Ángeles (Estados Unidos) entre el 8 y el 13 de noviembre de 2005. Es la séptima vez que se disputa en esta ciudad norteamericana, y se juega en el Estadio Principal de Los Ángeles tanto en el cuadro Individual (8 mejores) como de Dobles (4 mejores parejas) de la WTA.

## Resultados

### Individuales
Anexo:WTA Tour Championships 2005 (Individuales)
 Amélie Mauresmo def.  Mary Pierce, 5–7, 7–6(3) y 6–4.

### Dobles
Anexo:WTA Tour Championships 2005 (Dobles)
 Lisa Raymond /  Samantha Stosur def.  Cara Black /  Rennae Stubbs, 6–7(5), 7–5 y 6–4